# Rudolf Gallati
Rudolf Gallati (* 16. April 1845 in Glarus; † 3. November 1904 in Ouchy) war ein Schweizer Jurist und Politiker.

## Biografie
Rudolf Gallati, Sohn des Schuhmachers und späteren Anwalts Rudolf Gallati, studierte Rechtswissenschaften an den Universitäten Zürich, Heidelberg und Leipzig. In Zürich schloss er sich dem Corps Helvetia an.
1866 liess er sich in Glarus als Anwalt nieder. 1871 wurde er Staatsanwalt. 1904 wurde er Richter am Schweizerischen Bundesgericht in Lausanne. In der Schweizer Armee schlug er die Offizierslaufbahn ein. 1884 wurde er zum Oberst befördert. Als Oberstbrigadier war er Kommandant der Gotthard-Südfront. 1884 war er Mitbegründer der Glarner Kantonalbank, der er bis 1886 als Präsident vorstand. 1902 gründete er die Möbelfabrik Horgen-Glarus.
Von 1872 bis 1886 war Rudolf Gallati Mitglied des Dreifachen Landrats des Kantons Glarus, von 1887 bis 1904 des Glarner Landrats. In den Jahren 1875 bis 1881 und 1899 bis 1904 war er Gemeindepräsident von Glarus. Nach den Parlamentswahlen 1887 gehörte er bis 1904 dem Schweizer Nationalrat an, im Jahr 1896 war er dessen Präsident. Von 1888 bis 1891 war er Zentralpräsident des Schweizer Alpen-Clubs und Mitglied der Sektion Tödi.
Zu Beginn seiner politischen Laufbahn gehörte Rudolf Gallati der demokratischen Opposition an. Später war er liberal. Ab 1893 wurde er auf Bundesebene dem radikal-demokratischen Lager zugerechnet. Von 1898 bis 1904 gehörte er dem Zentralvorstand der Freisinnig-Demokratischen Partei der Schweiz an. 
Als Nationalrat beantragte er die Schaffung eines Fonds für eine eidgenössische Unfall- und Krankenversicherung. Bezüglich des Verhältnisses zwischen Staat und Kirche vertrat er eine radikale Auffassung. In sozialen Fragen nahm er eine liberal-konservative Position ein. Speziell im Militärwesen war er ein Befürworter der Zentralisation.
Rudolf Gallati war verheiratet mit Martha Zweifel, einer Tochter des Glarner Landammanns und Ständerats Esajas Zweifel. Sein Sohn, Rudolf Gallati-Dinner (1880–1943) wurde auch Nationalrat.
Rudolf Gallati starb 1904 nach einem Unfall.